# 交響曲第13番 (モーツァルト)
交響曲第13番 ヘ長調 K. 112 は、ヴォルフガング・アマデウス・モーツァルトが作曲した交響曲。

## 概要

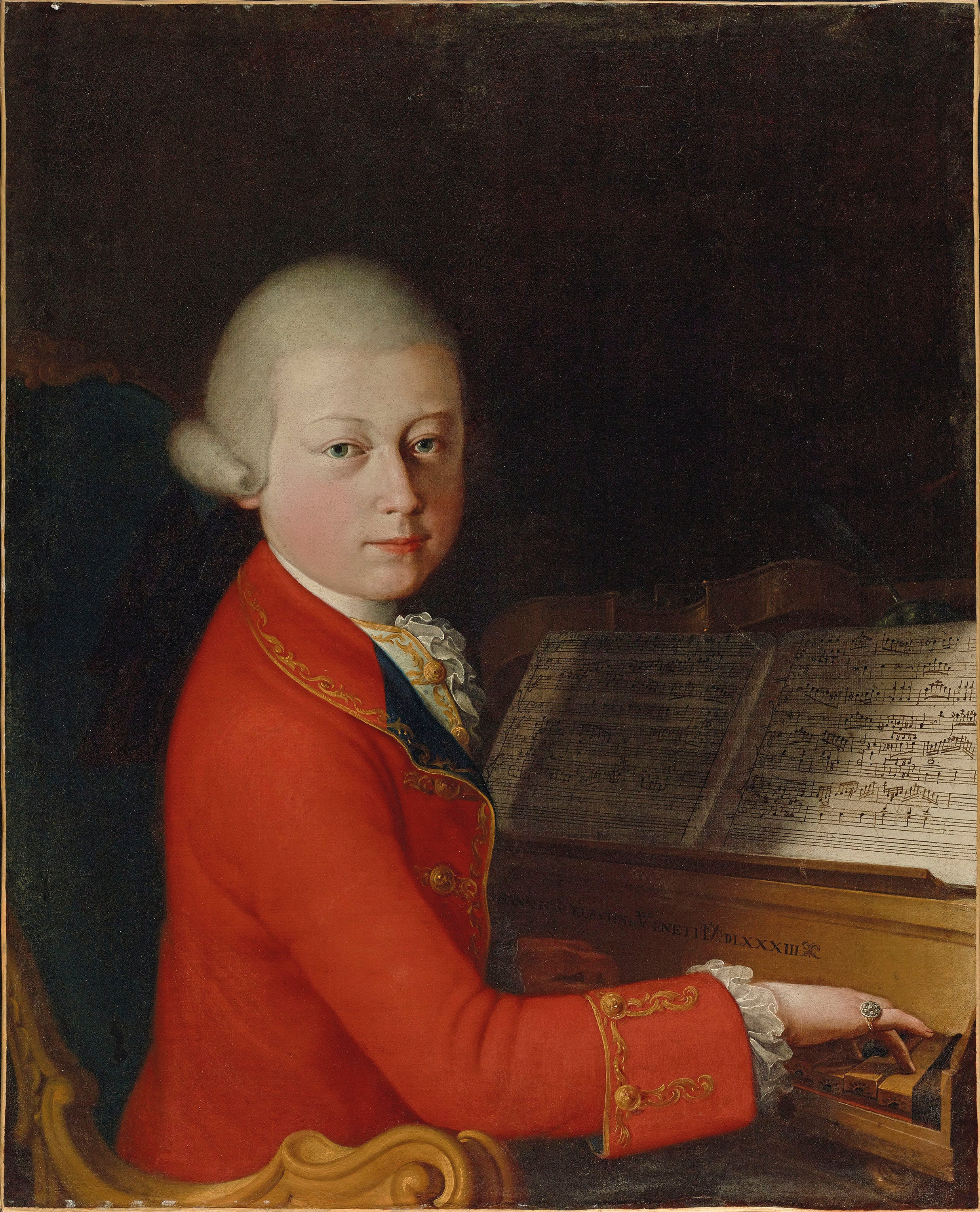
モーツァルト（1770年）

2回目となるイタリア旅行の最中に、ミラノで作曲された交響曲である。完成の日付が1771年11月2日（3日とも）と楽譜の表紙に書かれている。イタリア旅行中における交響曲の中で唯一現存している自筆譜が存在し、日付はそれによるものである。
おそらく同年の11月2日（3日）に、A.M.マイアーという人物の邸宅で行われる演奏会のために作曲されたものであると推測される。

## 楽器編成
オーボエ2、ホルン2、ヴァイオリン2部、ヴィオラ、チェロ、コントラバス

## 構成
全4楽章で構成され、演奏時間は約16分。
- 第1楽章 アレグロ
ヘ長調、4分の3拍子、ソナタ形式。軽快なイタリア調で始まる楽章。

- 第2楽章 アンダンテ
変ロ長調、4分の2拍子、ソナタ形式。歌謡性に満ちた緩徐楽章である。
- 第3楽章 メヌエット - トリオ
ヘ長調 - ハ長調、4分の3拍子、複合三部形式。
- 第4楽章 モルト・アレグロ
ヘ長調、8分の3拍子、ロンド形式。